# Adrián Juhász
Adrián Juhász (ur. 18 listopada 1989 w Szolnoku) – węgierski wioślarz.

## Osiągnięcia
- Mistrzostwa Świata Juniorów – Amsterdam 2006 – dwójka podwójna – 8. miejsce[1].
- Mistrzostwa Świata Juniorów – Pekin 2007 – jedynka – 11. miejsce[1].
- Mistrzostwa Europy – Poznań 2007 – czwórka podwójna – 8. miejsce[1].
- Mistrzostwa Europy – Ateny 2008 – czwórka podwójna – 10. miejsce[1].
- Mistrzostwa Świata U-23 – Račice 2009 – dwójka bez sternika – 2. miejsce[1].
- Mistrzostwa Europy – Brześć 2009 – dwójka bez sternika – 5. miejsce[1].
- Mistrzostwa Europy – Montemor-o-Velho 2010 – dwójka bez sternika – 10. miejsce[1].